# Álex Centelles
Alejandro Centelles Plaza, detto Álex (Valencia, 30 agosto 1999), è un calciatore spagnolo, difensore dell'Almería.

## Caratteristiche tecniche
È un terzino sinistro.

## Carriera
Cresciuto nel settore giovanile del Valencia, ha esordito con la squadra B il 26 agosto 2017 disputando l'incontro di Segunda División B vinto 2-0 contro il Real Saragozza B.
Il 1º luglio 2019 viene ceduto in prestito annuale al Famalicão, neopromosso in Primeira Liga.

## Statistiche
Statistiche aggiornate al 18 agosto 2019.

### Presenze e reti nei club
| Stagione        | Squadra           | Campionato      | Campionato | Campionato | Coppe nazionali | Coppe nazionali | Coppe nazionali | Coppe continentali | Coppe continentali | Coppe continentali | Altre coppe | Altre coppe | Altre coppe | Totale | Totale | Totale |
| Stagione        | Squadra           | Comp            | Pres       | Reti       | Comp            | Pres            | Reti            | Comp               | Pres               | Reti               | Comp        | Pres        | Reti        | Pres   | Reti   |        |
| --------------- | ----------------- | --------------- | ---------- | ---------- | --------------- | --------------- | --------------- | ------------------ | ------------------ | ------------------ | ----------- | ----------- | ----------- | ------ | ------ | ------ |
| 2017-2018       | Valencia Mestalla | SDB             | 36         | 0          |                 | -               | -               |                    | -                  | -                  |             | -           | -           | 36     | 0      |        |
| 2018-2019       | Valencia Mestalla | SDB             | 30         | 0          |                 | -               | -               |                    | -                  | -                  |             | -           | -           | 30     | 0      |        |
| 2019-2020       | Famalicão         | PL              | 3          | 0          | CP+CdL          | 0               | 0               |                    | -                  | -                  |             | -           | -           | 3      | 0      |        |
| Totale carriera | Totale carriera   | Totale carriera | 69         | 0          |                 | 0               | 0               |                    | -                  | -                  |             | -           | -           | 69     | 0      |        |

## Palmarès

### Club

#### Competizioni nazionali
- Segunda División: 1

Almería: 2021-2022